# Oxychloris
Oxychloris is een geslacht uit de grassenfamilie (Poaceae). De soorten van dit geslacht komen voor in  Australazië.

## Soorten
Van het geslacht zijn de volgende soorten bekend: 
- Oxychloris scariosa